# Digitalis grandiflora
La digitale gialla grande (Digitalis grandiflora Mill., 1768) è una pianta erbacea e perenne dai grandi fiori gialli, appartenente alla famiglia delle Plantaginaceae.

## Etimologia
Il primo studioso ad introdurre il nome del genere (Digitalis) fu il botanico e fisico germanico Leonhart Fuchs (17 gennaio 1501 – 10 maggio 1566); il termine significa “ditale” e indubbiamente il fiore ricorda questo utile oggetto. In seguito fu il botanico francese Joseph Pitton de Tournefort (Aix-en-Provence, 5 giugno 1656 – Parigi, 28 dicembre 1708) ad elevare questo termine a valore di genere ed infine fu Carl von Linné (Rashult, 23 maggio 1707 – Uppsala, 10 gennaio 1778), biologo e scrittore svedese, considerato il padre della moderna classificazione scientifica degli organismi viventi, a completare questo genere con una dozzina di specie.
È stato invece il botanico scozzese Philip Miller (Chelsea 1691 – Chelsea, 1771) a definire il binomio scientifico della pianta di questa voce nel 1768 (pubblicazione "Gardeners Dictionary, Edition 8. London - Ed. 8"). L'epiteto specifico grandiflora (ma anche quello comune “digitale gialla grande”) fa riferimento alla bellezza dei suoi grandi fiori gialli.

## Descrizione

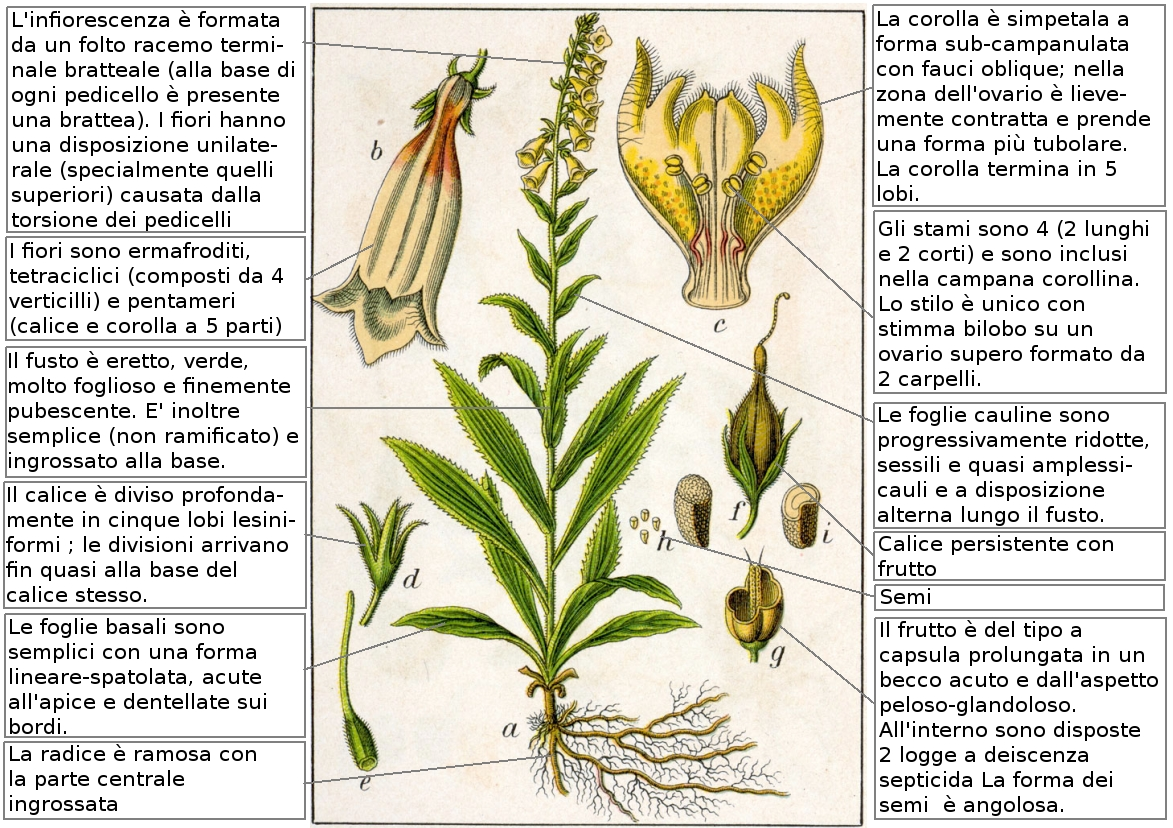
Descrizione delle parti della pianta

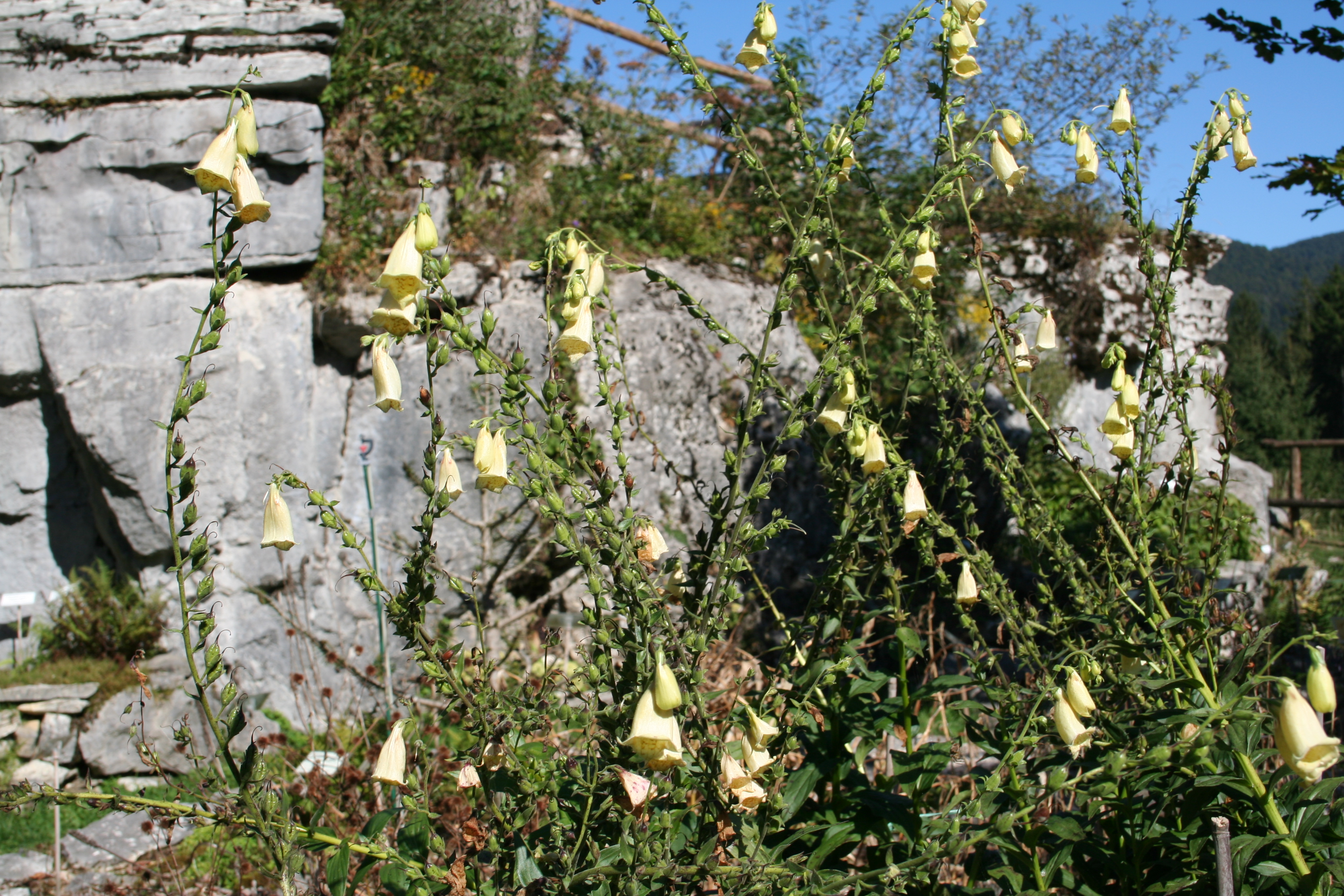
Il portamento

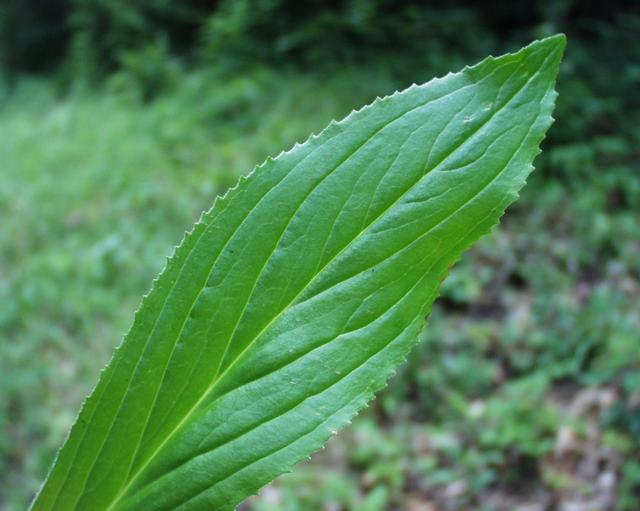
La foglia

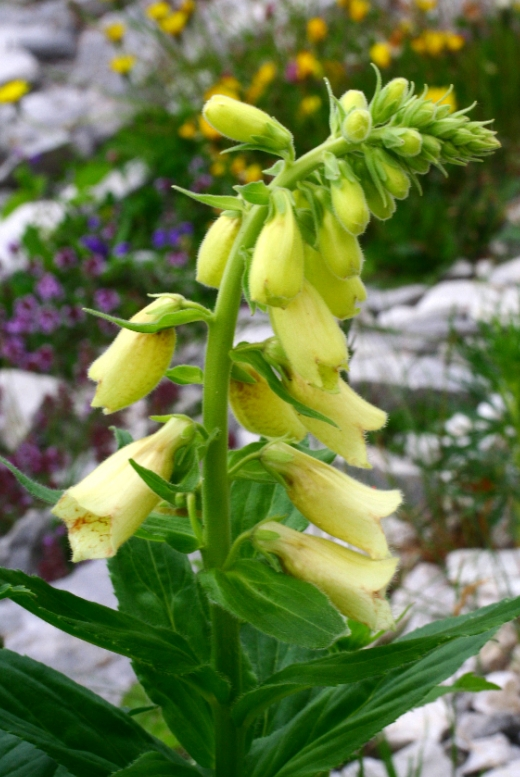
Infiorescenza

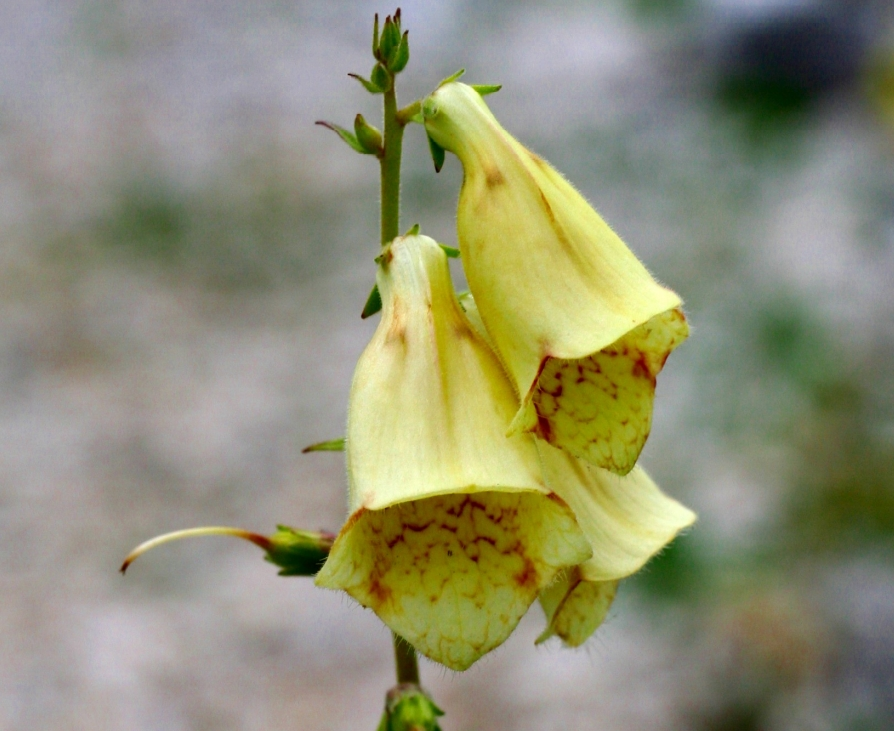
Il fiore

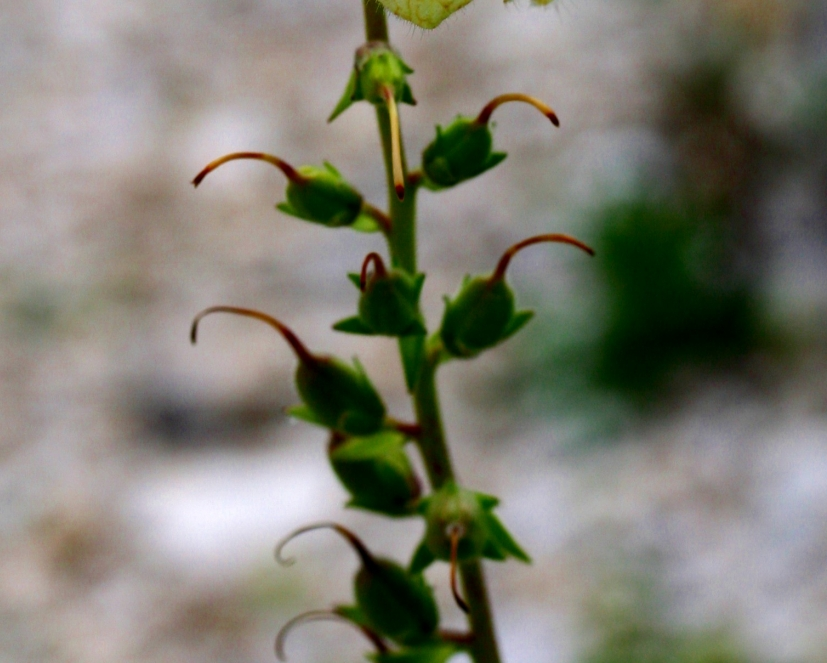
I frutti

Si tratta di una pianta mediamente alta (da 5 cm fino a 1 metro) la cui forma biologica è emicriptofita scaposa (H scap), ossia è una pianta perennante con gemme situate alla base del terreno e con fusti a infiorescenza terminale.

### Radici
La radice è ramosa con la parte centrale ingrossata.

### Fusto
Il fusto è eretto, verde, molto foglioso e finemente pubescente. È inoltre semplice (non ramificato) e ingrossato alla base.

### Foglie
Tutte le foglie sono pubescenti, soprattutto sulla pagina inferiore; mentre quella superiore è lievemente bollosa. Le foglie si dividono in:
- foglie basali: le foglie basali sono semplici con una forma lineare-spatolata, acute all'apice e dentellate sui bordi; dimensione delle foglie basali: larghezza 4 – 5 cm; lunghezza 15 – 25 cm;
- foglie cauline: le foglie cauline sono progressivamente ridotte, sessili e quasi amplessicauli e a disposizione alterna lungo il fusto.

### Infiorescenza
L'infiorescenza è formata da un folto racemo terminale bratteale (alla base di ogni pedicello è presente una brattea). Generalmente i fiori hanno una disposizione unilaterale (specialmente quelli superiori) causata dalla torsione dei pedicelli. I singoli fiori sono inoltre penduli, questo per proteggere il polline e il nettare dalla pioggia. Lunghezza dei pedicelli : 6 – 9 mm (alla fruttificazione si allungano fino a 18 mm).

### Fiore
I fiori sono ermafroditi, leggermente attinomorfi quasi zigomorfi, tetraciclici (composti da 4 verticilli: calice – corolla – androceo – gineceo), pentameri (calice e corolla divisi in cinque parti).
- Formula fiorale:

X o * K (4-5), [C (4) o (2+3), A 2+2 o 2], G (2), capsula.
- Calice: il calice (gamosepalo) è diviso profondamente in cinque lobi lesiniformi; le divisioni arrivano fin quasi alla base del calice stesso. Dei cinque lobi quello posteriore è più stretto degli altri. Sul calice sono presenti dei peli ghiandolari. Dimensione dei lobi calicini : larghezza 1,5 mm; lunghezza 8 mm.
- Corolla: la corolla è simpetala a forma sub-campanulata con fauci oblique ed ha il colore giallo chiaro con lievi nervature brune nella parte interna; nella zona dell'ovario è lievemente contratta e prende una forma più tubolare (è la parte che contiene il nettare). La corolla termina in cinque lobi non molto incisi; quello superiore è ricurvo, dentellato e più corto; mentre quello inferiore è più lungo degli altri (per questo può essere considerata debolmente bilabiata). La corolla nel suo interno è ricoperta di macchie (simili a quelle del leopardo) che nella fase finale dell'antesi s'inscuriscono; sempre nella parte interna della corolla sono presenti delle setole pelose. Diametro della corolla: larghezza 10 – 15 mm; lunghezza 22 – 40 (massimo 45 mm) mm.
- Androceo: gli stami sono quattro (cinque in alcuni casi) didinami (due lunghi e due corti) e sono inclusi nella campana corollina.
- Gineceo: lo stilo è unico con stimma bilobo su un ovario supero formato da due carpelli. Sotto l'ovario è posto l'anello nettarifero.
- Fioritura: da giugno a agosto.

### Frutti
Il frutto è del tipo a capsula prolungata in un becco acuto e dall'aspetto peloso-glandoloso. All'interno sono disposte due logge a deiscenza “septicida” (ossia è un frutto che si apre per fenditure longitudinali) : vengono così dispersi al vento un gran numero di piccolissimi semi. La forma dei semi è angolosa. Nella fruttificazione inoltre il calice è persistente. I semi maturano in settembre.

## Biologia
Le specie di questo raggruppamento si riproducono per impollinazione tramite insetti (impollinazione entomogama). Le antere maturano prima degli stimmi (potenzialmente è possibile quindi una autoimpollinazione), ma indubbiamente è anche chiaro che tutta la struttura del fiore è predisposta per favorire l'impollinazione soprattutto da parte dei calabroni.
La dispersione dei semi avviene inizialmente a causa del vento (dispersione anemocora); una volta caduti a terra sono dispersi soprattutto da insetti tipo formiche (mirmecoria).

## Distribuzione e habitat

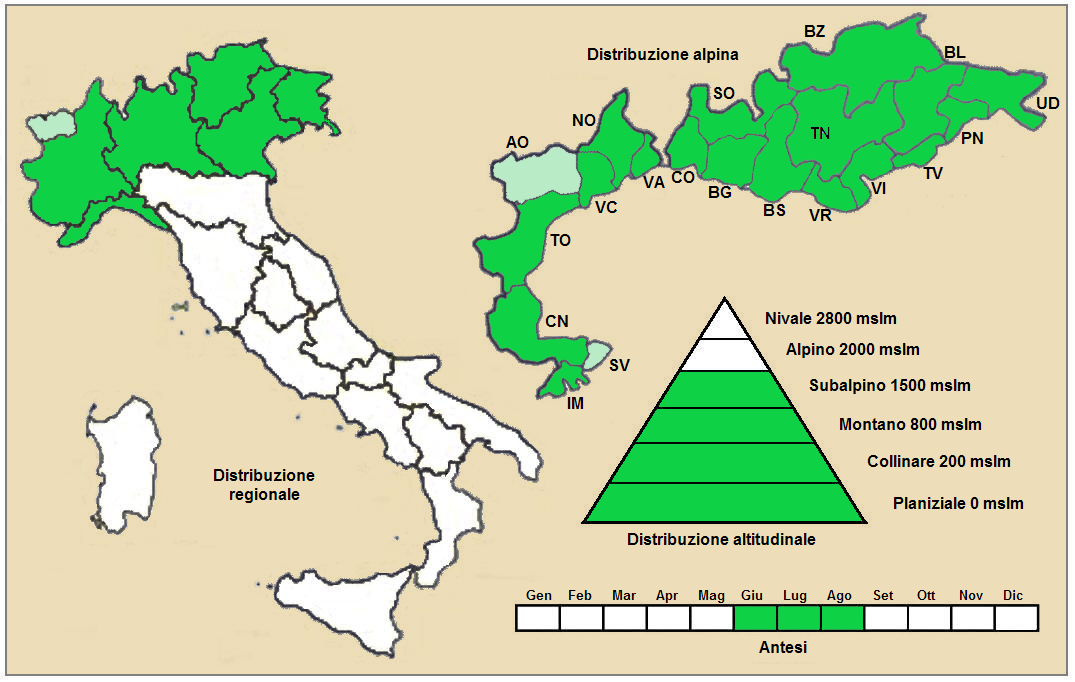
Distribuzione della pianta in Italia
(Distribuzione regionale – Distribuzione alpina)

- Geoelemento: il tipo corologico (area di origine) è Sud Est Europeo. Sono indicati anche altri tipi corologici: Pontico e Eurosiberiano.
- Distribuzione: in Italia la distribuzione è relativa solamente al nord. È presente su tutto l'arco alpino ad esclusione della provincia di Aosta. Fuori dall'Italia è presente sui seguenti rilievi europei : Massiccio Centrale, Massiccio del Giura, Vosgi, Foresta Nera, Carpazi, Alpi Dinariche e Monti Balcani. Nelle pianure europee è frequente nella parte sud-orientale, mentre altrove è presente in Asia minore e più a nord fino in Siberia.
- Habitat:  l'habitat tipico sono le schiarite dei boschi, i margini boschivi, le siepi e gli arbusteti, ma anche le zone incendiate e i megaforbieti. Il substrato preferito è sia calcareo che siliceo, con pH neutro del suolo e alti valori nutrizionali del terreno che deve essere mediamente umido.
- Distribuzione altitudinale: sulle alture, questa pianta, si può trovare dal piano fino a 1.500 m s.l.m. (massimo 1.800 m s.l.m.); quindi frequenta i seguenti piani vegetazionali: collinare (non molto frequentemente), montano e subalpino.

### Fitosociologia

#### Areale alpino
Dal punto di vista fitosociologico alpino Digitalis grandiflora appartiene alla seguente comunità vegetale:
- Formazione: comunità delle macro- e megaforbie terrestri

- Classe: Epilobietea angustifolii

#### Areale italiano
Per l'areale completo italiano Digitalis grandiflora appartiene alla seguente comunità vegetale:
- Macrotipologia: vegetazione erbacea sinantropica, ruderale e megaforbieti

- Classe: Mulgedio alpini-Aconitetea variegati Hadač & Klika in Klika & Hadač, 1944

- Ordine: Calamagrostietalia villosae Pawl. in Pawl., Sokolowski & Wallisch, 1928

- Alleanza: Calamagrostion arundinaceae (Luquet, 1926) Jenik, 1961

Descrizione: l'alleanza Calamagrostion arundinaceae è relativa alle comunità mesofile della fascia montana-altimontana. Questa alleanza è composta da erbe alte e megaforbie elio-termofile che si sviluppano nei piani bioclimatici, soleggiati e ripidi ricoperti dalla neve per brevi periodi, sia subalpino che alpino. Altre caratteristiche dei suoli: devono essere moderatamente ricchi di humus (e altre sostanze organiche) e parzialmente esposti al vento. Questa alleanza è relativa ai Pirenei, Alpi settentrionali e alla maggior parte delle montagne più basse dell'Europa centrale (compresi i Carpazi occidentali).
Specie presenti nell'associazione: Calamagrostis arundinacea, Athyrium distentifolium, Calamagrostis villosa, Dryopteris filix-mas, Lilium martagon, Laserpitium latifolium, Gentiana lutea, Molopospermum peloponesiacum, Aconogonon alpinum, Allium victorialis, Eryngium alpinum, Athyrium distentifolium.

## Tassonomia
La famiglia di appartenenza (Plantaginaceae) è relativamente numerosa con un centinaio di generi, mentre il genere della Digitalis comprende una ventina di specie di cui mezza dozzina sono presenti nella flora spontanea italiana.
La classificazione tassonomica della Digitalis grandiflora è in via di definizione in quanto fino a poco tempo fa il suo genere apparteneva alla famiglia delle Scophulariaceae (secondo la classificazione ormai classica di Cronquist), mentre ora con i nuovi sistemi di classificazione filogenetica (classificazione APG) è stata assegnata alla famiglia delle Plantaginaceae; anche i livelli superiori sono cambiati (vedi il box tassonomico iniziale).
Questa pianta appartiene alla tribù delle Digitalideae (Dumort.) Dumort. (1829)
Il numero cromosomico di D. grandiflora è: 2n = 56.

### Sinonimi
Questa entità ha avuto nel tempo diverse nomenclature. L'elenco seguente indica alcuni tra i sinonimi più frequenti:
- Digitalis ambigua Murray
- Digitalis ambigua var. grandiflora Wender.
- Digitalis flava  Georgi
- Digitalis grandiflora var. acutiflora  W.D.J.Koch
- Digitalis grandiflora var. ochroleuca  Lej. & Courtois
- Digitalis lutea-majar  Gilib.
- Digitalis magniflora  Mill.
- Digitalis milleri  G.Don
- Digitalis ochroleuca  Jacq.
- Digitalis orientalis  Mill.

### Specie simili
La Digitalis purpurea L. (Digitale rossa) è molto simile alla pianta di questa voce anche se non è possibile nessuna confusione in quanto la corolla è decisamente colorata di rosso-purpureo con chiazze interne bianche. Inoltre anche la distribuzione in Italia è diversa: mentre la presenza della “Digitale rossa” in Sardegna è ben certificata, non altrettanto si può dire per alcune sporadiche presenze nella provincia di Bolzano e di Vercelli.
Più simile è forse la Digitalis lutea L. (Digitale gialla piccola), ma come dice il nome i fiori sono più piccoli e molto più pubescenti alle fauci (il resto della pianta invece è più glabro); anche le antere di colore giallo-aranciato sono più visibili.

## Usi

### Farmacia
- Sostanze presenti: queste piante contengono eterosidi cardiotonici primari e derivati come digitonina e alcaloidi tossici come digitalina, digitossina e altri prodotti.[2]
- Proprietà curative: queste piante sono considerate velenosissime (specialmente le foglie durante la fioritura) quindi sono da escludere i vari utilizzi casalinghi sia come piante da medicina che alimentari. Solamente tramite manipolazioni farmacologiche opportune si possono ottenere dei prodotti che sono validi come cardiotonici e diuretici (facilita il rilascio dell'urina). Sono inoltre impiegate per le proprietà attive sul meccanismo di regolazione del sistema nervoso vegetativo.[2]

### Giardinaggio
La “Digitale grande gialla” è una pianta molto decorativa è quindi ampiamente usata nei giardini di tipo roccioso (in luoghi accidentati) anche per la sua facilità ad essere coltivata. Sono valide anche come piante da fiore reciso per i fioristi.

## Altre notizie
La digitale gialla maggiore in altre lingue è chiamata nei seguenti modi:
- (DE)  Großblütiger Fingerhut
- (FR)  Digitale à grandes fleurs
- (EN)  Yellow Foxglove

## Galleria d'immagini

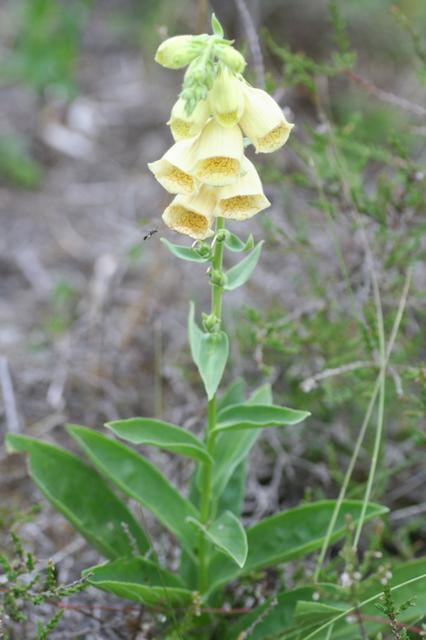
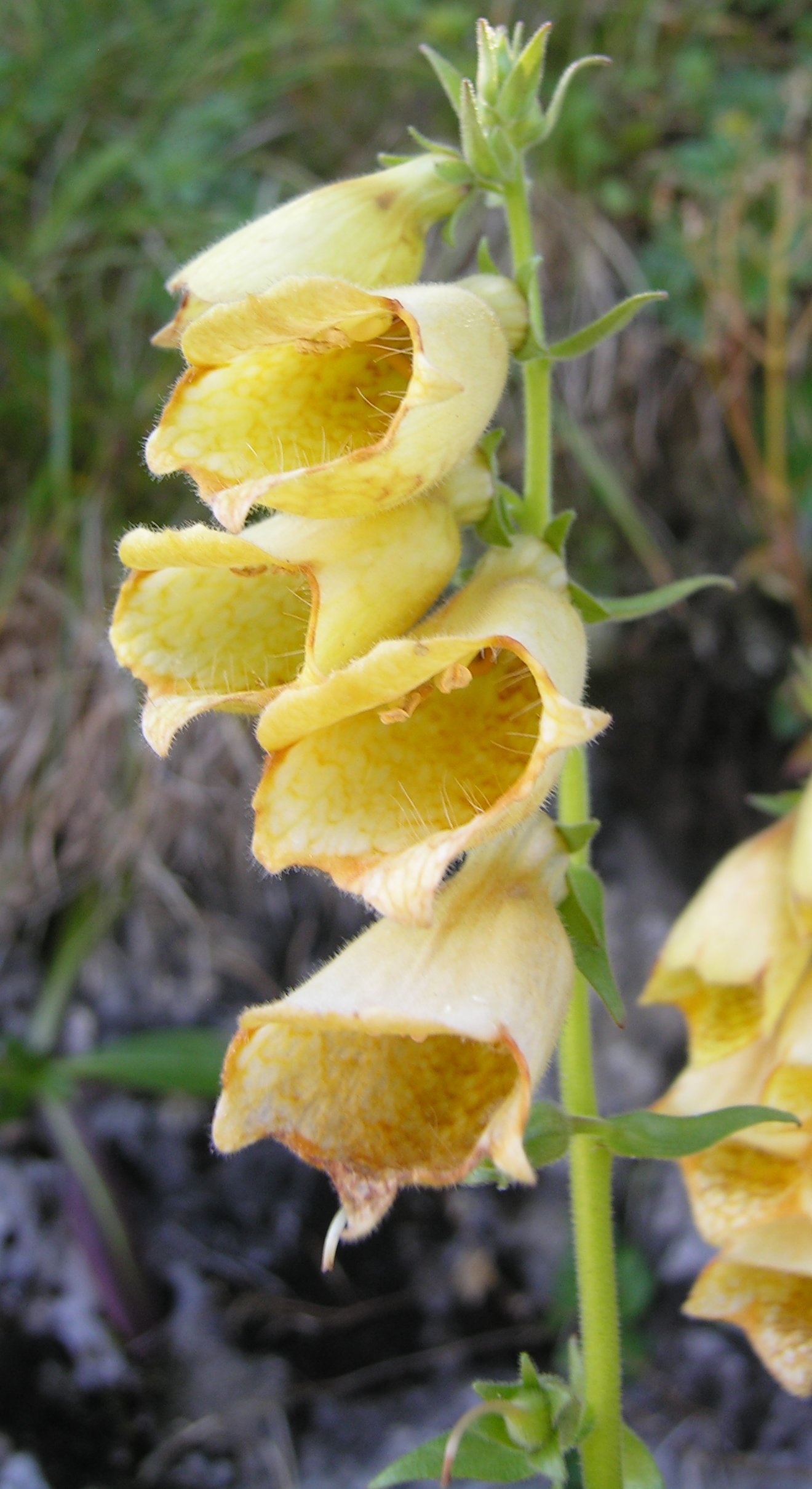
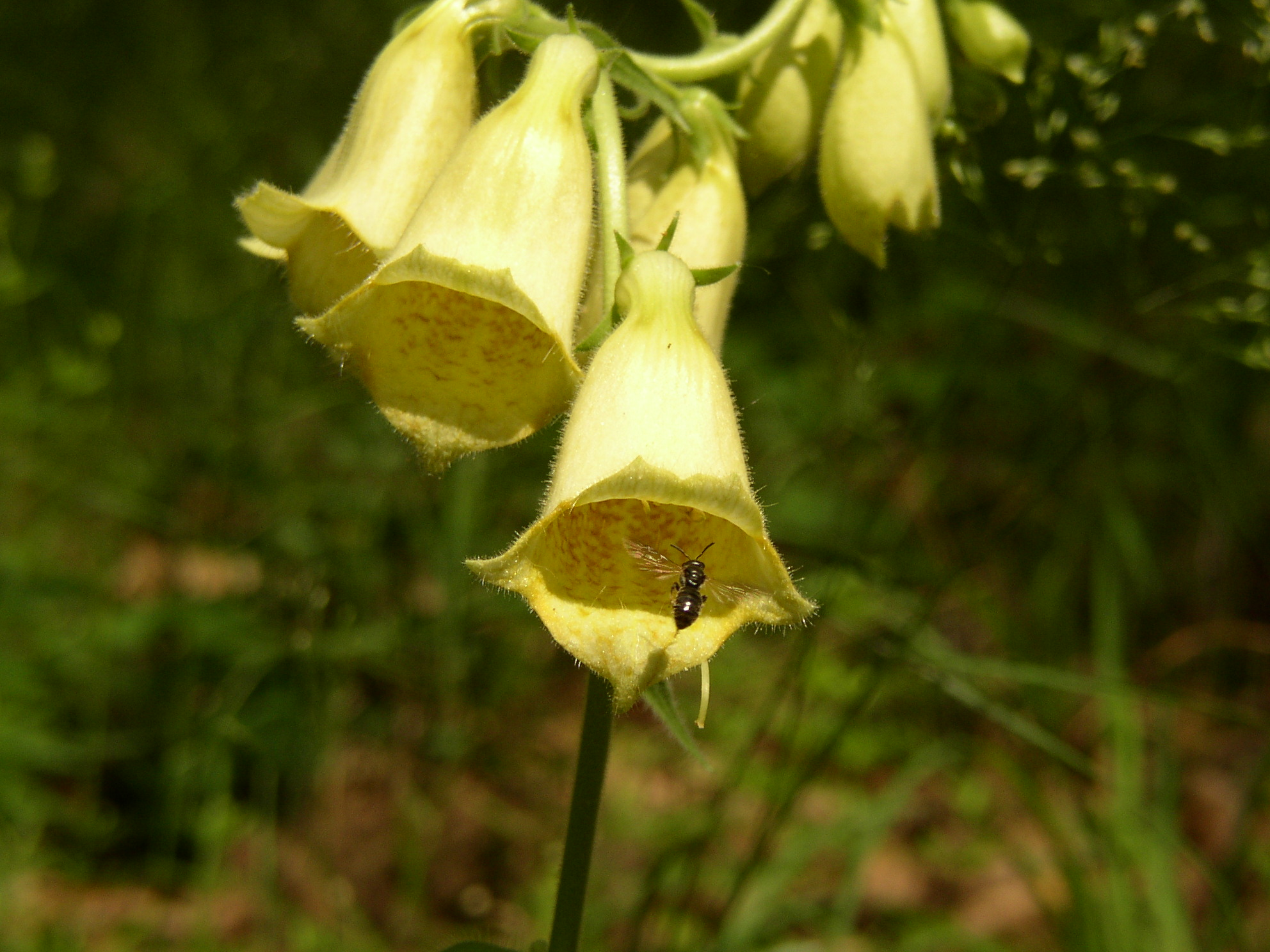
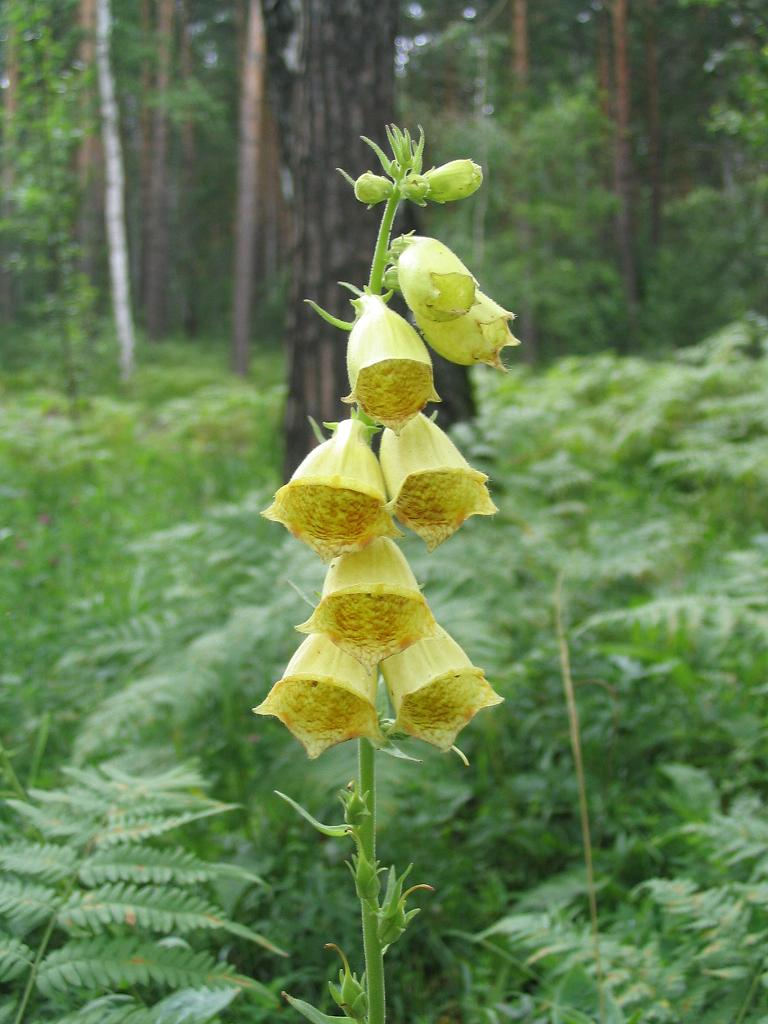